# Stefan Ilsanker
Stefan Ilsanker (ur. 18 maja 1989 w Hallein) – austriacki piłkarz grający na pozycji defensywnego pomocnika w Eintrachcie Frankfurt.

## Kariera klubowa
Swoją karierę piłkarską Ilsanker rozpoczął w klubie 1. Halleiner SK. Następnie podjął treningi w klubie Red Bull Salzburg. W latach 2006–2010 grał w jego rezerwach w Regionallidze, a następnie w Erste Lidze. Latem 2010 przeszedł do SV Mattersburg. Zadebiutował w nim 18 lipca 2010 w przegranym 0:2 wyjazdowym meczu z Austrią Wiedeń. W Mattersburgu spędził dwa lata.
Latem 2012 roku Ilsanker wrócił do Red Bulla. 21 lipca 2012 zaliczył w nim swój debiut w wygranym 2:0 wyjazdowym spotkaniu ze Sturmem Graz. W sezonie 2012/2013 wywalczył z Red Bullem wicemistrzostwo Austrii, a w sezonie 2013/2014 – mistrzostwo oraz zdobył Puchar Austrii. W sezonie 2014/2015 ponownie sięgnął po dublet.
W latach 2015–2020 Ilsanker był piłkarzem RB Leipzig.
| Sezon   | Klub                 | Kraj    | Rozgrywki     | Mecze | Bramki |
| ------- | -------------------- | ------- | ------------- | ----- | ------ |
| 2006/07 | Red Bull Salzburg II | Austria | Regionalliga  | ?     | ?      |
| 2007/08 | Red Bull Salzburg II | Austria | Erste Liga    | 26    | 2      |
| 2008/09 | Red Bull Salzburg II | Austria | Erste Liga    | 23    | 0      |
| 2009/10 | Red Bull Salzburg II | Austria | Erste Liga    | 27    | 2      |
| 2010/11 | SV Mattersburg       | Austria | Bundesliga    | 26    | 0      |
| 2011/12 | SV Mattersburg       | Austria | Bundesliga    | 24    | 0      |
| 2012/13 | Red Bull Salzburg    | Austria | Bundesliga    | 26    | 0      |
| 2013/14 | Red Bull Salzburg    | Austria | Bundesliga    | 32    | 4      |
| 2014/15 | Red Bull Salzburg    | Austria | Bundesliga    | 31    | 0      |
| 2015/16 | RB Leipzig           | Niemcy  | 2. Bundesliga | 26    | 1      |
| 2016/17 | RB Leipzig           | Niemcy  | 1. Bundesliga | 33    | 0      |
| 2017/18 | RB Leipzig           | Niemcy  | 1. Bundesliga | 21    | 0      |
| 2018/19 | RB Leipzig           | Niemcy  | 1. Bundesliga | 19    | 0      |
| 2019/20 | RB Leipzig           | Niemcy  | 1. Bundesliga | 6     | 0      |
| 2019/20 | Eintracht Frankfurt  | Niemcy  | 1. Bundesliga | 12    | 2      |
| 2020/21 | Eintracht Frankfurt  | Niemcy  | 1. Bundesliga | 27    | 1      |

## Kariera reprezentacyjna
W reprezentacji Austrii Ilsanker zadebiutował 30 maja 2014 w zremisowanym 1:1 towarzyskim meczu z Islandią, rozegranym w Innsbrucku.